# هاروی ولمن
هاروی ولمن (انگلیسی: Harvey Wollman; ۱۴ مهٔ ۱۹۳۵ – ۱۸ اکتبر ۲۰۲۲) سیاست‌مدار اهل ایالات متحده آمریکا بود که از سال ۱۹۷۸ تا ۱۹۷۹ به عنوان بیست و ششمین فرماندار داکوتای جنوبی خدمت کرد.